# Amalthea-Gruppe
Die Amalthea-Gruppe bilden vier kleine Monde von Jupiter innerhalb der Umlaufbahn von Io: Metis, Adrastea, Amalthea und Thebe. Diese Gruppe wird Amalthea-Gruppe genannt, weil Amalthea der größte unter ihnen ist. Sie sind alle recht klein und kartoffelförmig. Da sie nur eine geringe Schwerkraft haben, wird vermutet, dass Meteoriten Teile aus ihrer Kruste schlagen können, deren Material dann den Gossamer-Ring bildet.